# Грузьке (Голованівський район)
Гру́зьке (до 1763 року — Петрівські Хутори) — село в Голованівській громаді Голованівського району Кіровоградської області України. Населення становить 1142 осіб.

## Географія
Селом протікає річка Циганка, права притока Ятрані.

## Історія
Заснування села належить до другої половини XVIII століття.
Населення села підтримувало українські визвольні змагання 1918—1920 р.р., але затяжна І Світова, згодом українсько-російська, постійна зміна влади не дали змогу створити Українську державу. Більшовики захопили в ньому владу 1920-21 року. Згодом селяни відчули на собі нових господарів — голод 1922-23, репресії, вбивства, розкуркулення та колективізація 1929—1930 р.р., Голодомор 1932-33 р.р., гоніння на релігію і громаду тощо.
Ура-патріотизм «на кістках» підтримувався такими успіхами: першу більшовицьку артіль «Нова земля» було організовано в 1928 році, а місцевий колгосп ім. 12-річчя Жовтня в 1935 році встановив всесоюзний рекорд у вирощуванні мальків дзеркального коропа — по 12,5 цнт з гектара ставкової площі.
Під час ІІ Світової війни 422 жителі села воювали у лавах Армії СРСР, з них 214 нагороджені орденами і медалями. Споруджено пам'ятник 207 загиблим землякам.
З 1991 — в складі незалежної України.

## Населення
Згідно з переписом УРСР 1989 року чисельність наявного населення села становила 1208 осіб, з яких 493 чоловіки та 715 жінок.
За переписом населення України 2001 року в селі мешкало 1139 осіб.

### Мова
Розподіл населення за рідною мовою за даними перепису 2001 року:
| Мова       | Відсоток |
| ---------- | -------- |
| українська | 98,25 %  |
| російська  | 1,66 %   |
| білоруська | 0,09 %   |

## Відомі земляки
В селі Ясне (до війни — Березівка), що входило до Грузької сільської ради народилися: оперний співак, народний артист України Василь Феодосійович Козерацький (1906—1982), естрадний співак і композитор, народний артист України Микола Іванович Свидюк (1950), композитор Марія Федорівна Галюк (1949).